# Клајн Швехтен
Клајн Швехтен (њем. Klein Schwechten) је мјесто у општини Рохау у њемачкој савезној држави Саксонија-Анхалт. Према процјени из 2010. у мјесту је живјело 507 становника. Посједује регионалну шифру (AGS) 15090305.

## Географски и демографски подаци
Клајн Швехтен се налази у савезној држави Саксонија-Анхалт у округу Штендал. Мјесто се налази на надморској висини од 26 метара. Површина мјеста износи 18,9 km². У самом мјесту је, према процјени из 2010. године, живјело 507 становника. Просјечна густина становништва износи 27 становника/km².

## Комунална реформа
Комуналном реформом 2011. године, ово мјесто је изгубило статус општине. До тада је било једно од 26 општинских средишта округа Штендал. Мјесто је на суду неуспјешно покушало да задржи свој досадашњи статус.